# Spitzköpfiger Buschfisch
Der Spitzköpfige Buschfisch (Ctenopoma nigropannosum) ist ein afrikanischer Süßwasserfisch aus der Familie der Buschfische, der im größten Teil des Kongobeckens, im Kouilou und im Ngongo-Noumbi in der Republik Kongo und im Chiloango an der Grenze zwischen Cabinda und der Demokratischen Republik Kongo vorkommt. Es gibt Berichte über ein Vorkommen im Ogooué in Gabun, die aber noch nicht bestätigt wurden und auch auf Verwechselungen mit Ctenopoma gabonense beruhen können.

## Merkmale
Der Spitzköpfige Buschfisch hat einen spindelförmigen, für Buschfische relativ schlanken, mit Kammschuppen bedeckten Körper mit zugespitztem Maul und erreicht eine Maximallänge von 15,5 bis 17 cm. Die Körperlänge liegt etwa beim dreifachen der Körperhöhe und Kopflänge. Die Fische sind dunkelbraun, graubraun oder grau gefärbt und zeigen an den Körperseiten bis zu neun nur schwach sichtbare Streifen, die eine Breite von einer Schuppenlänge haben. Auf dem doppelt so hoch wie langen Schwanzstiel befindet sich ein ovaler dunkler Fleck, der bei Jungfischen und jüngeren Adulten deutlich sichtbar ist, bei älteren Exemplaren jedoch immer mehr verschwindet. Die Bauchflossen sind transparent, die unpaaren Flossen dunkel. Die in der Einbuchtung des Kiemendeckels sichtbaren Kiemenmembranen sind häufig schwarz. Die Ränder des Kiemendeckels und der Winkel des Präoperculums sind gesägt. Die Rückenflosse wird von 17 bis 20, selten auch von 21 Hartstrahlen und 10 bis 12, selten von 9 oder 13 Weichstrahlen gestützt und die Afterflosse von 8 bis 9, selten von 10 Hartstrahlen und 10 bis 12, selten von 9 oder Weichstrahlen. Die Brustflossen zählen 12 bis 15 Flossenstrahlen. Die Schwanzflosse ist abgerundet. Die Bauchflossen reichen nicht bis zum Beginn der Afterflosse. Das Maul reicht bis unter die Augenmitte. Gaumenzähne sind vorhanden. Auf dem unteren Ast des ersten Kiemenbogens befinden sich 6 bis 7 sehr kurze Kiemenrechen.
- Schuppenformel: SL 2-4/29-32(15-20/6-16)/7-9[1]